# 東直義
東 直義（ひがし なおよし）は、安土桃山時代から江戸時代初期にかけての武将。南部氏の家臣。別名に直時、朝政。官途は中務尉。

## 略歴
東重康の子。妻は南部晴政の娘。
南部信直の代には3,000石を与えられている。奥州仕置や九戸政実の乱で、豊臣軍の浅野長政の指揮下に付き活躍した。